# Chamaeleon
Chamaeleon o el Camaleón es una constelación menor del Sur. La constelación fue una de las veinte constelaciones creadas por Pieter Dirkszoon Keyser y Frederick de Houtman entre los años de 1595 y 1597, y su primera aparición fue en el libro Uranometria de Johann Bayer de 1603.

## Características destacables

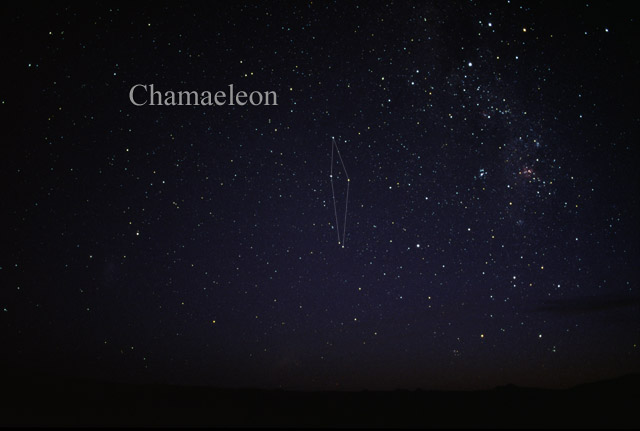
Constelación de Chamaeleon

La estrella más brillante de la constelación es α Chamaeleontis, una estrella de la secuencia principal de tipo espectral F5V. Tiene una temperatura efectiva de 6776 K, una masa estimada un 40 % mayor que la del Sol y una luminosidad siete veces mayor que la luminosidad solar.
La segunda estrella, en cuanto a brillo, es γ Chamaeleontis, una gigante distante 418 años luz —6,5 veces más alejada que α Chamaeleontis— con un radio aproximadamente 87 veces más grande que el del Sol. La siguiente estrella más brillante, β Chamaeleontis, es una estrella blanco-azulada de tipo B4V cinco veces más masiva que el Sol.
Entre las variables de la constelación se encuentran las binarias eclipsantes RS Chamaeleontis y RZ Chamaeleontis. La primera está formada por dos estrellas A8V —con un período orbital de 1,6699 días— y la segunda por dos estrellas F5V idénticas —con un período orbital de 2,8321 días—.
Por otra parte, DX Chamaeleontis es un sistema binario formado por una estrella Herbig Ae/Be de tipo A4V y 1,9 masas solares, junto a una estrella T Tauri. El sistema se localiza a 346 años luz del sistema solar.
Ceibo, nombre oficial de HD 6354, es una enana naranja de tipo K3Vk orbitada por un planeta de tipo «júpiter caliente».
En Chamaeleon también se localiza OTS 44, una enana marrón rodeada por un disco formado por partículas de hielo y roca. Hasta el descubrimiento de Cha 110913-773444, OTS 44 era la enana marrón más pequeña conocida.
En esta constelación se encuentra el cúmulo abierto Mamajek 1, uno de los más próximos a la Tierra, pues está a 105 pársecs. Con una edad de apenas 8 millones de años, su estrella más prominente es η Chamaleontis.
Por otro lado, el complejo de Chamaeleon es una gran región de formación estelar que incluye las nebulosas oscuras Chamaeleon I, Chamaeleon II y Chamaeleon III. La primera de ellas, distante 160 pársecs, es la región de formación estelar más cercana.
Mucho más alejada —a unos 2000 pársecs— se encuentra la nebulosa planetaria NGC 3195, descubierta en 1835 por John Herschel.

## Estrellas principales
- α Chamaeleontis, estrella blanco-amarilla, la más brillante de la constelación con magnitud 4,05.
- γ Chamaeleontis, estrella gigante roja, la segunda más brillante con magnitud 4,09.
- δ Chamaeleontis, denominación de Bayer utilizada para dos estrellas distintas: δ1 Chamaeleontis, una gigante naranja de magnitud 5,46, y δ2 Chamaeleontis, subgigante blanco-azulada de magnitud 4,45. Están separadas algo más de 4 minutos de arco.
- ε Chamaeleontis, estrella doble de magnitud 4,88, cuyas componentes, muy próximas, están a una distancia de 1 segundo de arco.
- θ Chamaeleontis, estrella doble en donde las componentes, de magnitudes 4,35 y 12,44, se encuentran separadas 31 segundos de arco.

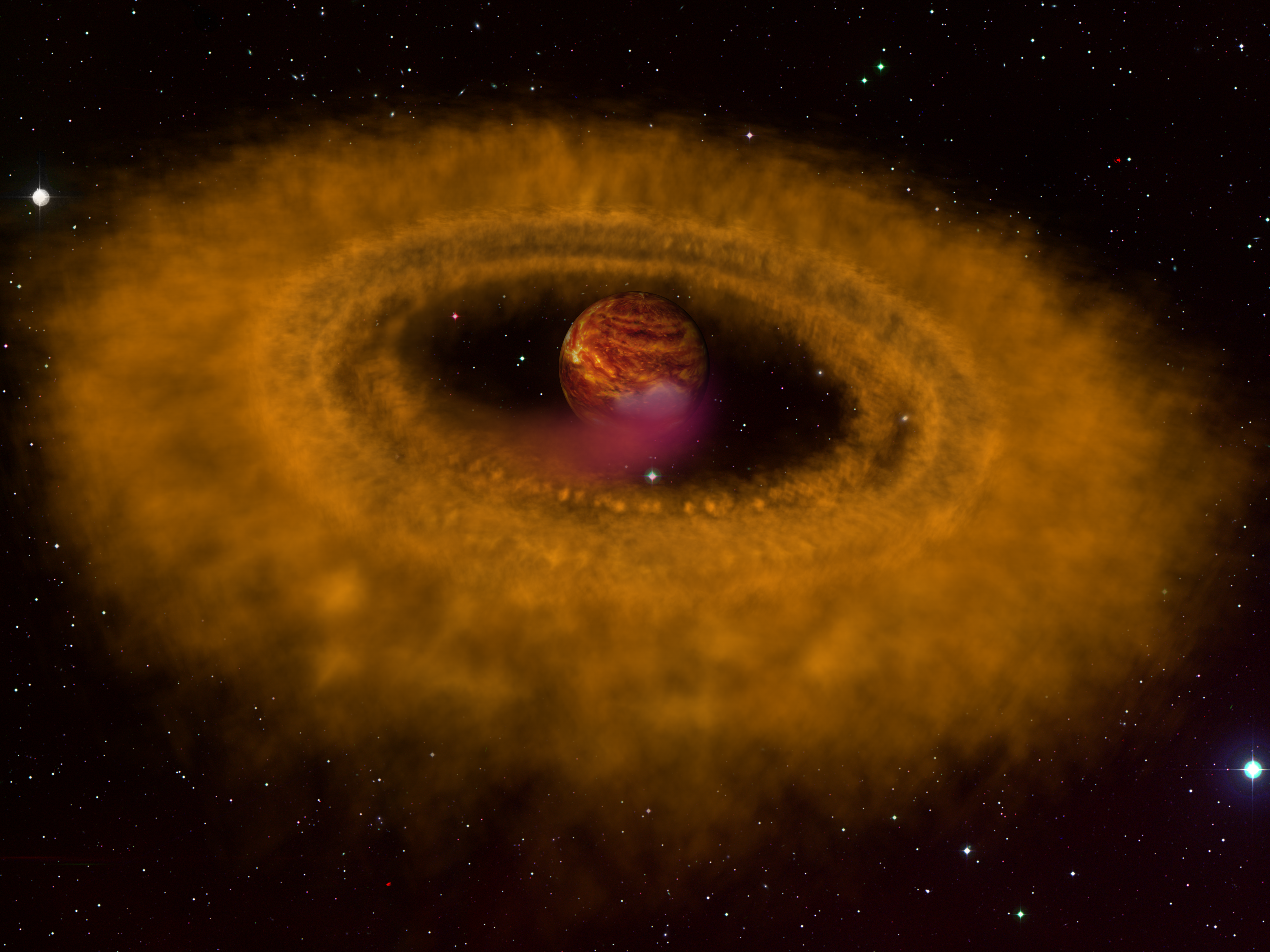
Impresión artística de OTS 44 y del disco de material a su alrededor.

- π Chamaeleontis, gigante blanco-amarilla de magnitud 5,65.
- 9 Chamaeleontis (RS Chamaeleontis), binaria eclipsante de magnitud 6,07.
- DX Chamaeleontis, joven estrella Herbig Ae/Be de magnitud 6,50 que aún no ha entrado en la secuencia principal.
- RZ Chamaeleontis, binaria eclipsante de magnitud 8,09.
- OTS 44, enana marrón con un disco protoplanetario.
- IRAS 12556-7731, gigante roja rica en litio.
- SCR 1138-7721, tenue enana roja descubierta en 2004 distante 26,7 años luz.

### Otras estrellas condenominación de Bayer
- β Cha 4,24; ζ Cha 5,07; η Cha 5,46; ι Cha 5,34; κ Cha 5,04; μ Cha 5,53; μ2 Cha 6,60; ν Cha 5,43

## Objetos notables de cielo profundo
- Mamajek 1 o cúmulo de η Chamaleontis, descubierto en 1999.
- NGC 3195 AR: 10h 09m 30.0s Dec: -80°52′0″ (Época 2000). Nebulosa planetaria entre δ Chamaeleontis y ζ Chamaeleontis.